# Gewöhnlicher Spindelstrauch

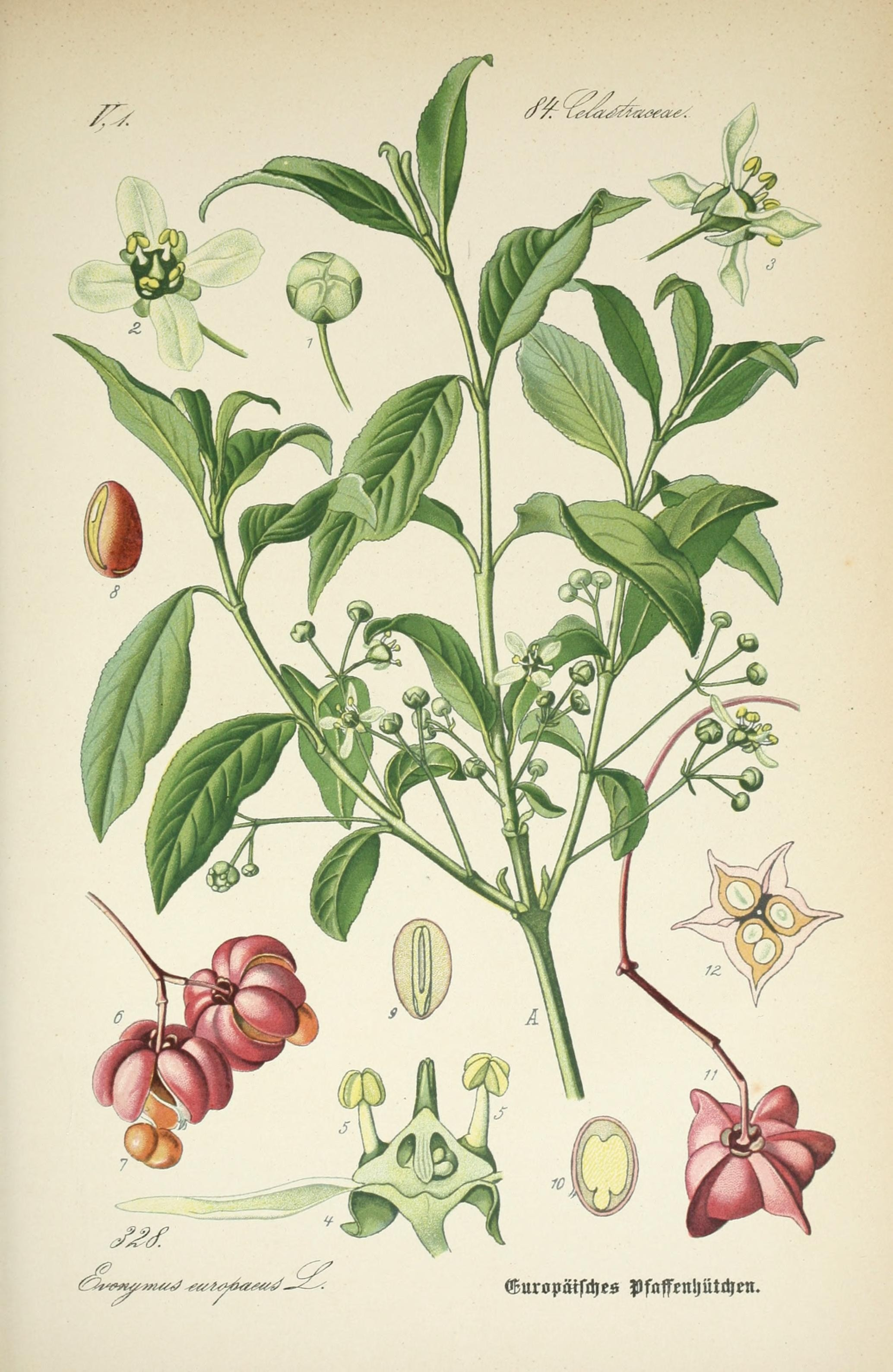
Illustration

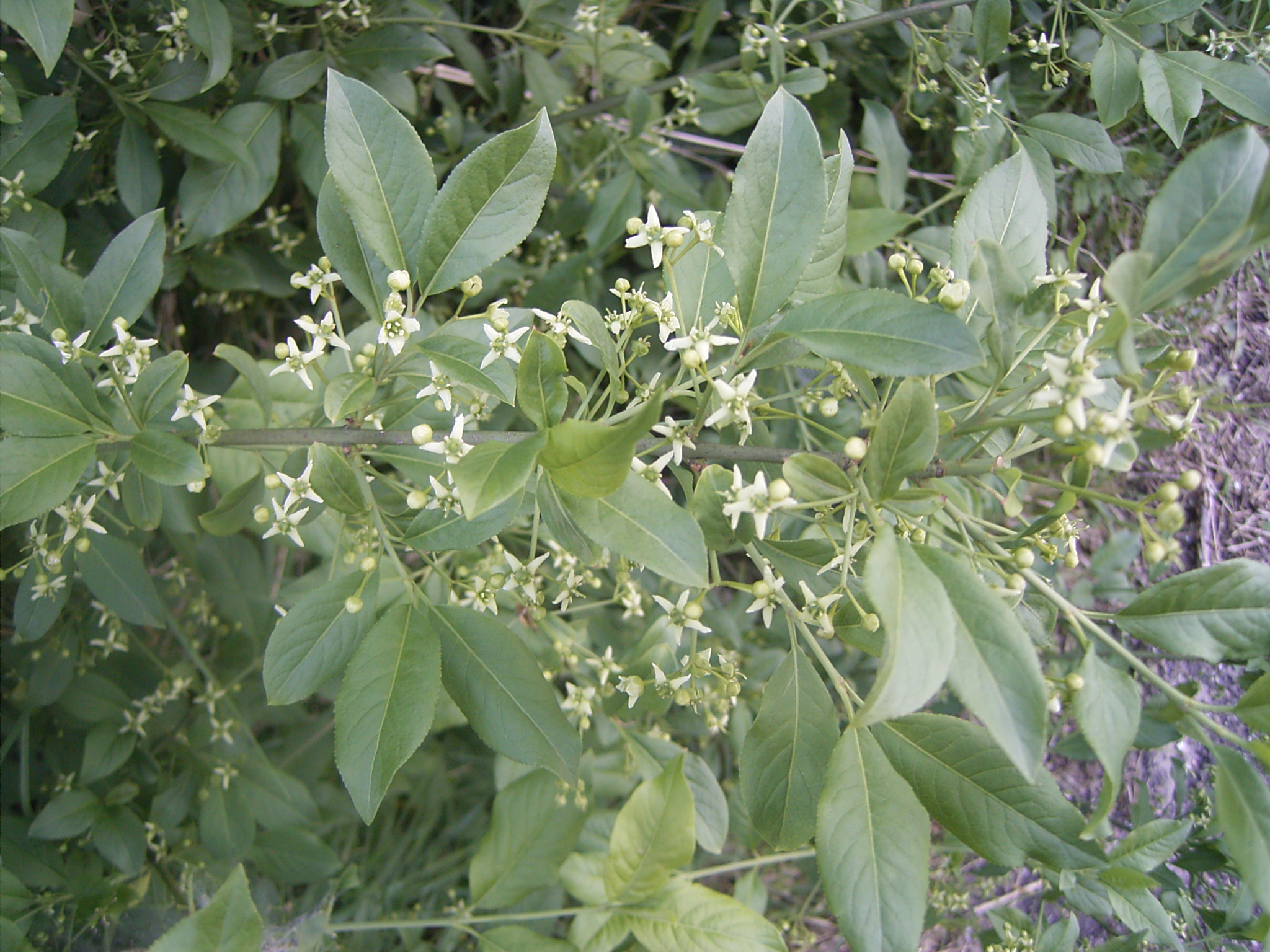
Blütenstand und Blätter

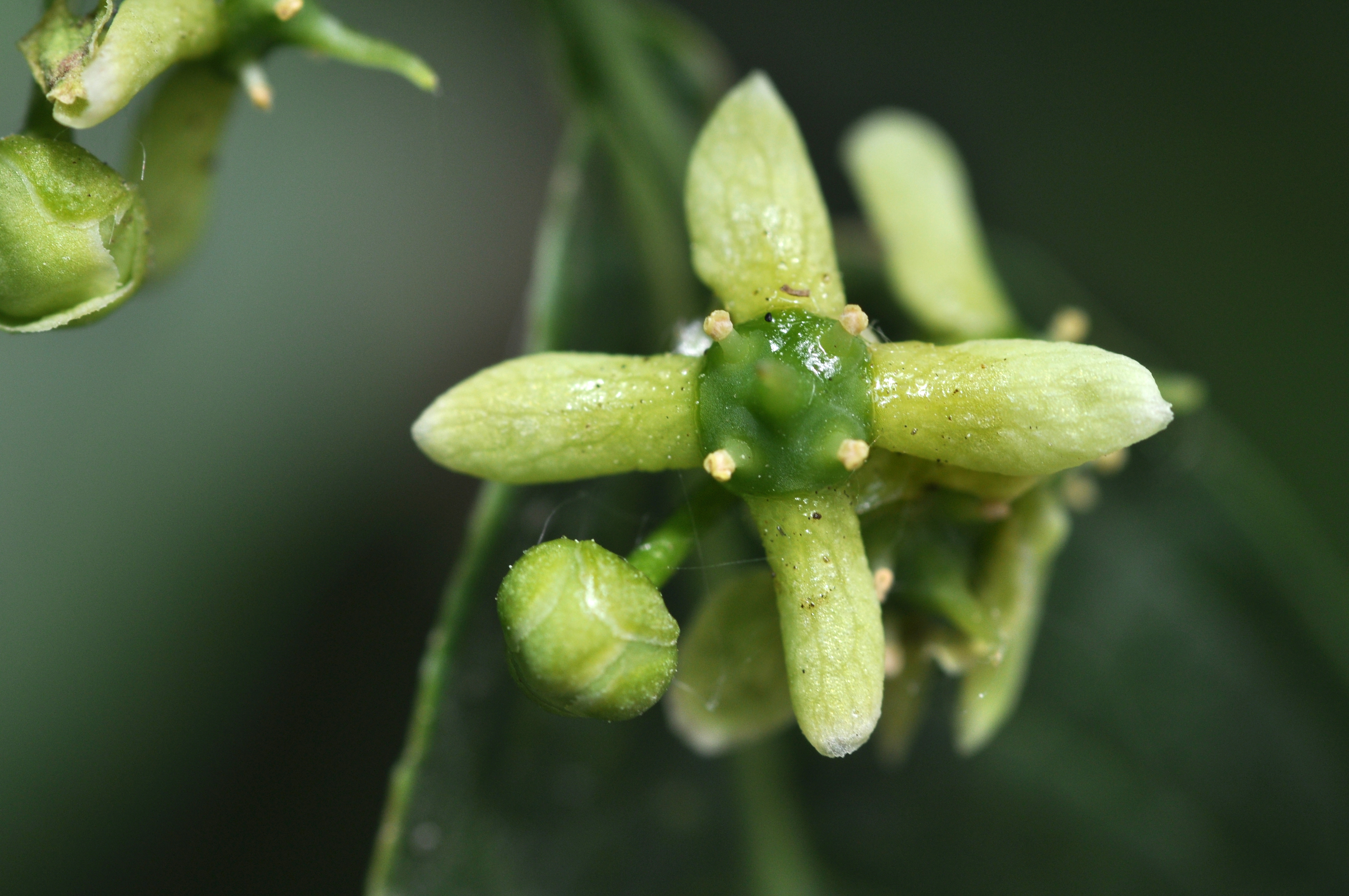
Blüte im Detail

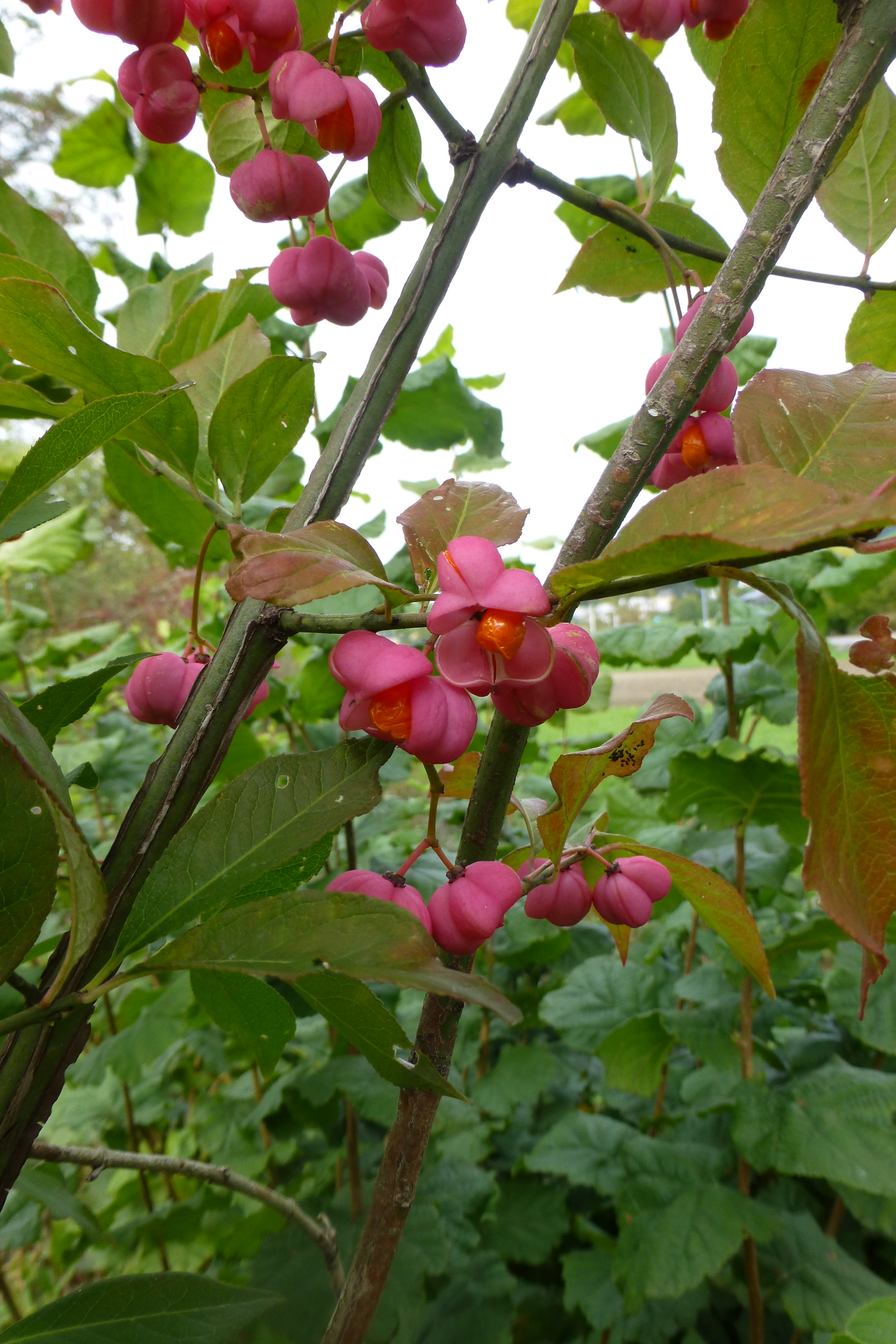
Früchte

Der Gewöhnliche Spindelstrauch (Euonymus europaeus), auch Europäisches oder Gewöhnliches Pfaffenhütchen, Pfaffenkäppchen, Pfaffenkapperl, Pfarrerkapperl, Spillbaum oder Spindelbaum genannt, ist eine Pflanzenart aus der Familie der Spindelbaumgewächse (Celastraceae). Das Pfaffenhütchen wurde 2006 zur Giftpflanze des Jahres gewählt.

## Beschreibung

### Erscheinungsbild und Blätter
Der Gewöhnliche Spindelstrauch erreicht als sommergrüner, aufrechter und reich verzweigter, sparriger Strauch Wuchshöhen von bis zu 3 m, als kleiner Baum auch bis zu 6 m. Die im Querschnitt oft stumpf vierkantigen Äste (Rutenstrauch) besitzen eine anfangs grüne bis später grau-braune Rinde, es können zwei bis vier schmale Korkleisten vorhanden sein (Korkflügel sind relativ selten anzutreffen, man findet sie aber auch bei der Ulme). Sträucher und Bäume besitzen im Alter eine
grau-braune, längsrissige Borke. Er ist windfest und frosthart. Die Pflanzenteile sind giftig.
Die gegenständigen Laubblätter besitzen einen kurzen Blattstiel und eine mit einer Länge von 3 bis 12 cm eiförmige bis verkehrt-eiförmige oder lanzettliche, spitze bis zugespitzte Blattspreite mit einem fein gekerbten bis gesägten oder gezähnten Rand und beiderseits kahlen Blattflächen. Sie zeigen teilweise eine leuchtend rote Herbstfärbung.

### Blütenstand und Blüte
Der Gewöhnliche Spindelstrauch ist meistens gynodiözisch, es kommen also weibliche und zwittrige Exemplar vor. Manchmal kommen aber auch noch funktionell männliche Blüten vor. Die Blütezeit reicht von Mai bis Juni. Es werden kurze, lockere, achsenständige und zymöse Blütenstände auf einem 1 bis 3 cm langen Blütenstandsschaft gebildet. Sie enthalten meist zwei bis sechs, selten bis zu zehn Blüten.
Die meist zwittrigen oder weiblichen, gestielten, vierzähligen Blüten sind klein und unscheinbar mit doppelter Blütenhülle. Die vier Kelchblätter sind grün und 1–1,5 mm lang. Die vier ausladenden, länglichen Kronblätter sind 3 bis 5 mm lang und grünlich bis weiß. Der Nektar wird vom fleischigen, vierlappigen Diskus abgesondert und lockt viele Insektenarten, insbesondere Ameisen und Fliegen, als Blütenbesucher an. Es ist nur der äußere, episepale (vor den Kelchblättern stehende) Kreis mit vier auf dem Diskus stehenden, sehr kurzen Staubblättern oder Staminodien mit Antheroden vorhanden, der innere, epipetale Staubblattkreis fehlt. Der vierkammerige Fruchtknoten ist oberständig mit kurzem Griffel und winziger Narbe. Bei den weiblichen Blüten sind die Antheren steril, sonst sehen sie fast so aus wie die zwittrigen oder funktionell männlichen Blüten.
Die Blütenformel lautet: {\displaystyle \star K_{4}\;C_{4}\;A_{4}\;G_{\underline {(4)}}}

### Frucht und Samen
Die in einem abstehenden Fruchtstand stehenden Früchte reifen im September bis Oktober und öffnen sich dann mit vier Klappen. Die purpur-rosa bis -rötlich gefärbten, vierlappigen, ledrigen, lokulizidalen Kapselfrüchte mit beständigem Kelch sind vierfächrig, 1 bis 1,5 cm breit und enthalten ein bis vier Samen. Die weißen, eiförmigen Samen mit einer Länge von 5 bis 7 mm sind von einem dünnen, orangefarben gefärbten Samenmantel (Arillus) ganz umhüllt, besitzen einen grünen Embryo und hängen an verlängerten Stielchen (Funiculus) aus der geöffneten Kapsel heraus.

### Chromosomenzahl
Die Art hat die Chromosomenzahl 2n = 64.

## Ökologie
Der Gewöhnliche Spindelstrauch ist ein winterkahler Strauch mit wintergrünen Zweigen, also ein Rutenstrauch. Er ist ein Flachwurzler mit VA-Mykorrhiza.
Die Blüten sind vormännliche Nektar führende Scheibenblumen. Der Nektar wird vom fleischigen Diskus abgegeben. Besucher sind Insekten aller Art, besonders Fliegen. Die Art ist Futterpflanze u. a. des Pfaffenhütchen-Schmalzünslers und der Pfaffenhütchen-Gespinstmotte. Blütezeit ist von Mai bis Juni.
Die Früchte sind 4-fächrige, fachspaltige Kapseln. Die Samen hängen am verlängerten Stielchen, dem Funiculus, eine Zeit lang aus der geöffneten Kapsel heraus. Das fördert die Mundverbreitung durch z. B. Drosseln und Rotkehlchen; diese schälen den fleischigen Arillus ab, wobei der verbleibende Samen zu Boden fällt. Der Samen enthält reichlich Nährgewebe (Endosperm) und bereits ergrünte Keimblätter. Fruchtreife ist von August bis Oktober. Die Keimung erfolgt erst nach einer Samenruhe von 3–4 Jahren.
Vegetative Vermehrung erfolgt durch sich bewurzelnde Kriechsprosse.

## Name
Da die Kapselfrucht dem Birett, einer Kopfbedeckung katholischer Geistlicher ähnelt, wird die Pflanze Pfaffenhütchen oder Pfaffenkäppchen genannt. Der Spitzname Rotkehlchenbrot stammt daher, dass die Samen im Winter gerne von Vögeln gefressen werden.

### Nomenklatur
Mit Ausnahme der Gattung der Ahorne (Acer) besitzen Bäume im Lateinischen stets weibliche Namen. Das hat einen mythologischen, mit den sie bewohnenden Baumnymphen verbundenen Hintergrund. Diese Regel aus dem klassischen Latein findet in der botanischen Nomenklatur vor allem bei in Europa heimischen oder seit der Antike bekannten Arten Anwendung. Ein Beispiel ist der Artname der Rotbuche Fagus sylvatica. Da es außerhalb Europas baumförmige Euonymus-Arten gibt, wurde die gesamte Gattung der Spindelsträucher (Euonymus) von vielen Wissenschaftlern als weiblich behandelt, während andere die männliche Form bevorzugten. Daher war immer neben der Schreibweise Euonymus europaea auch die Variante Euonymus europaeus üblich. Im Jahr 2000 wurde dieser Fall durch eine Entscheidung der Nomenklaturkommission für den Internationalen Code der Botanischen Nomenklatur geregelt. Euonymus ist damit als männlich zu behandeln, der wissenschaftlich korrekte Name der Art ist Euonymus europaeus L.

## Schädlinge und Schadpilze
Der Spindelstrauch wird häufig von den 2 cm langen, gelblichen, schwarz gepunkteten Raupen der Pfaffenhütchen-Gespinstmotte befallen. Der befallene Strauch ist dann in ein dichtes Gespinst eingehüllt, in dem die Raupen die Blätter fressen. Bei moderatem Befall ist die betroffene Pflanze nicht gefährdet, der Strauch kann durch das Gespinst erneut austreiben, der Einsatz von Insektiziden ist nicht automatisch notwendig.
Der Spindelstrauch wird vom Rostpilz Melampsora evonymi-caprearum mit Spermogonien und Aecien befallen.
Der Pilz Septogloeum carthusianum verursacht hellbraune, von den Blattadern und mit einem dunklen Rand begrenzte Blattflecken, die zu einem vorzeitigen Blattabfall führen können. Der Strauch wird aber im Regelfall nicht schwer geschädigt.

## Vorkommen
Der Spindelstrauch kommt vor allem in Europa vor, mit Schwerpunkt in Mitteleuropa. Im Norden kommt er bis nach Irland, Süd-Schottland, Süd-Schweden und Lettland vor, im Süden bis Nord-Spanien, Sizilien und Mittel-Griechenland. Das Verbreitungsgebiet reicht nach Asien noch bis ins nördliche Kleinasien und ins Kaukasusgebiet hinein.
Die Pflanze bevorzugt Waldränder, Hecken und Abhänge. Das Pfaffenhütchen braucht nährstoffreiche, kalkhaltige und salzarme Böden. Nach Ellenberg ist diese Pflanzenart ein Mäßigwärmezeiger, ein Frischezeiger auf mäßig stickstoffreichen Standorten und eine Klassencharakterart der Schlehengebüsche und verwandter Gesellschaften (Prunetalia spinosae), kommt aber auch im Alno-Ulmion sowie im sickerfeuchten Carpinion und Fagion vor.
Die ökologischen Zeigerwerte nach Landolt et al. 2010 sind in der Schweiz: Feuchtezahl F = 3+w+ (feucht aber stark wechselnd), Lichtzahl L = 3 (halbschattig), Reaktionszahl R = 4 (neutral bis basisch), Temperaturzahl T = 3+ (unter-montan und ober-kollin), Nährstoffzahl N = 3 (mäßig nährstoffarm bis mäßig nährstoffreich), Kontinentalitätszahl K = 3 (subozeanisch bis subkontinental).
In den Allgäuer Alpen steigt die Art in Bayern zwischen Hinter- und Vorderreute bei Wertach bis zu 1100 m Meereshöhe auf. In Graubünden steigt die Art bis 1200 Meter und in den Urneralpen bis 1245 Meter Meereshöhe auf.

## Bilder

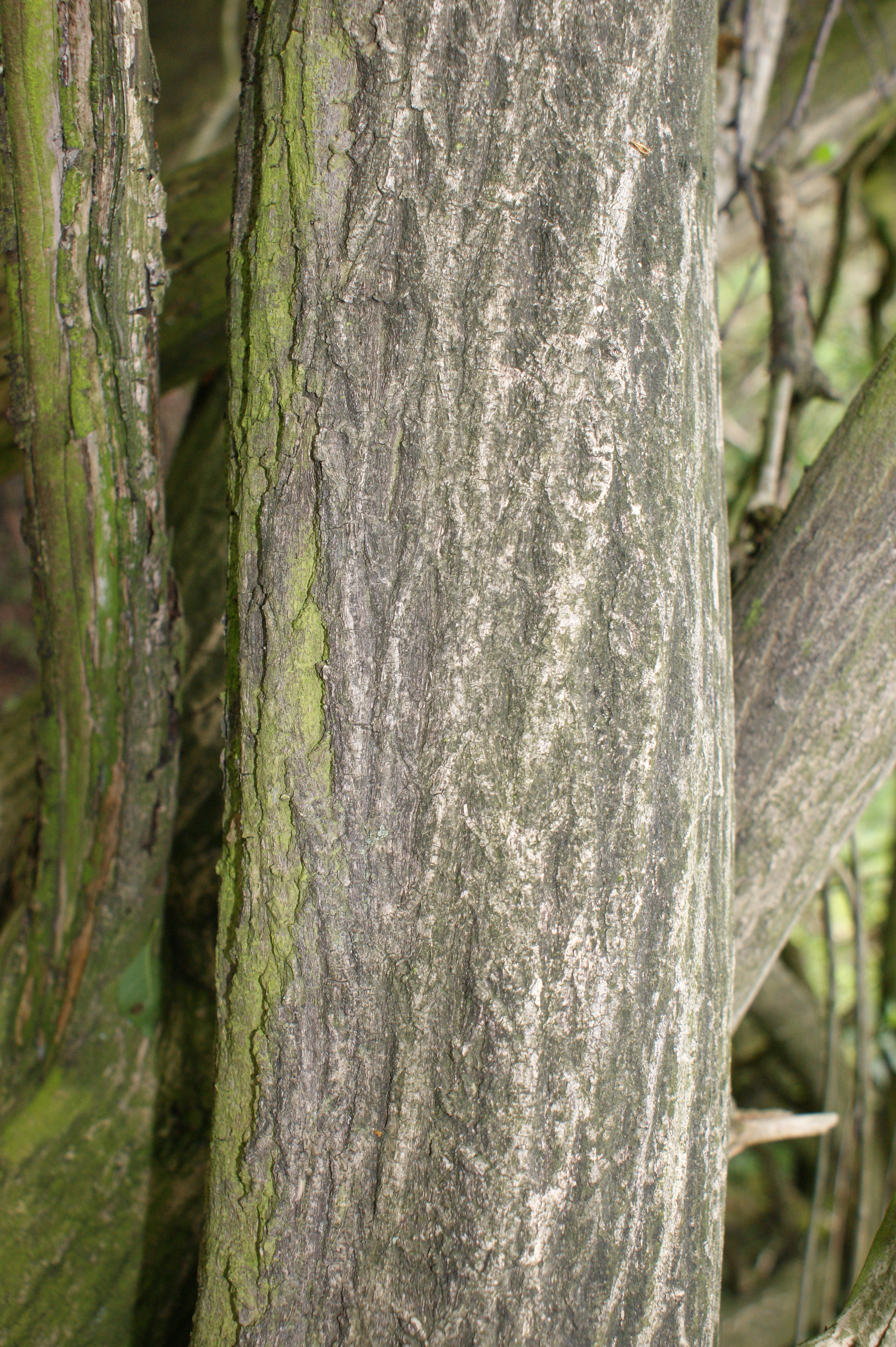
Borke
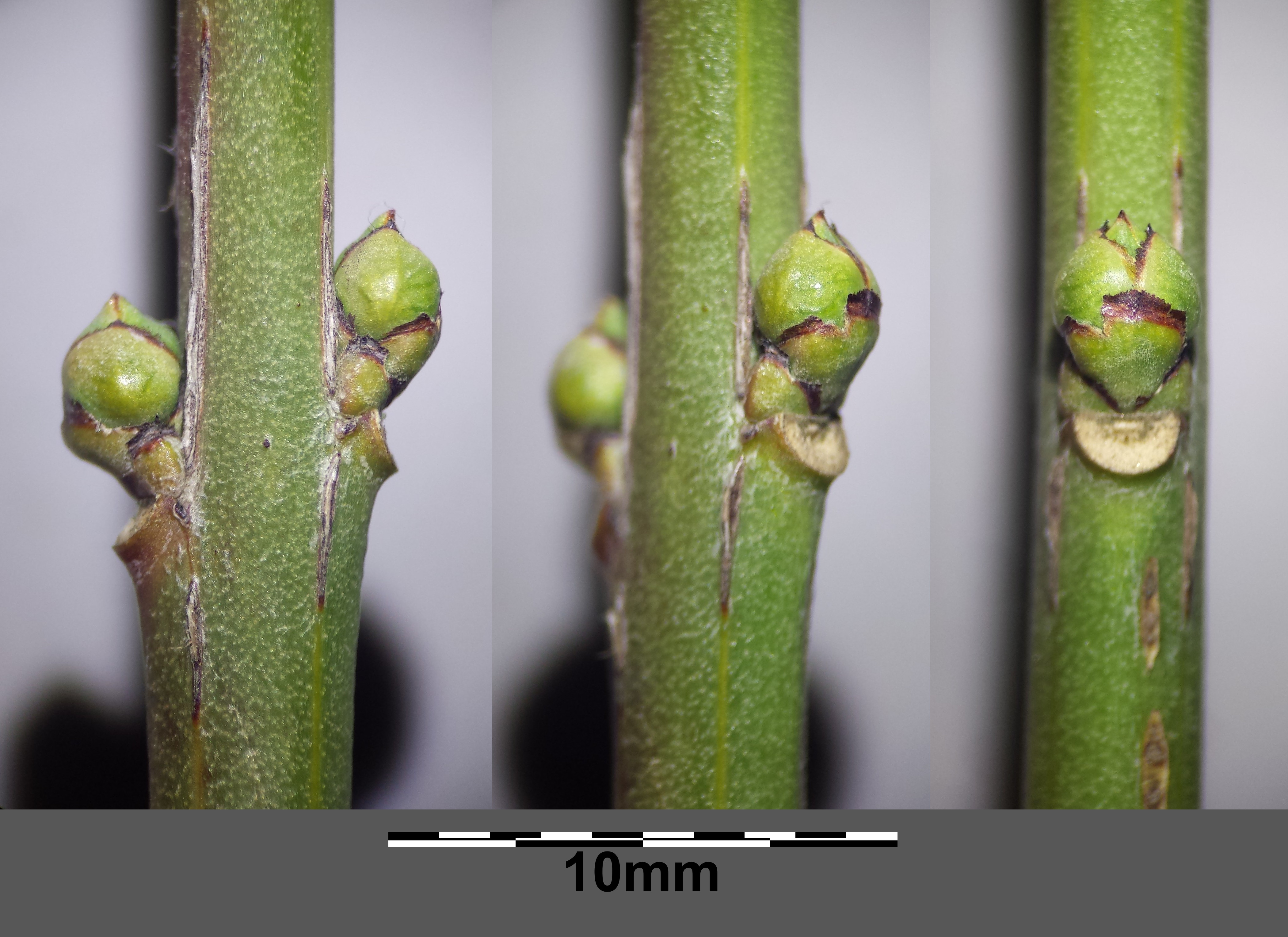
Ast mit Winterknospen
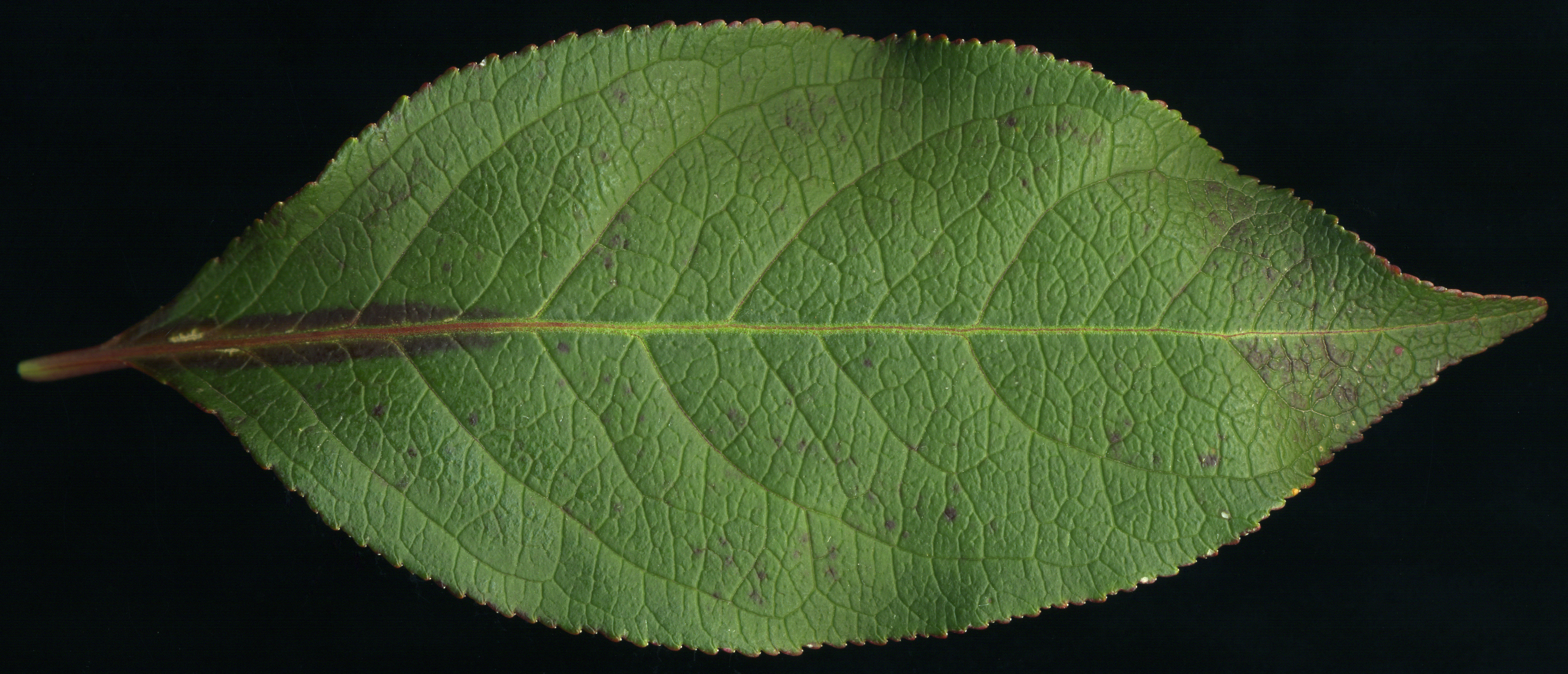
Blatt
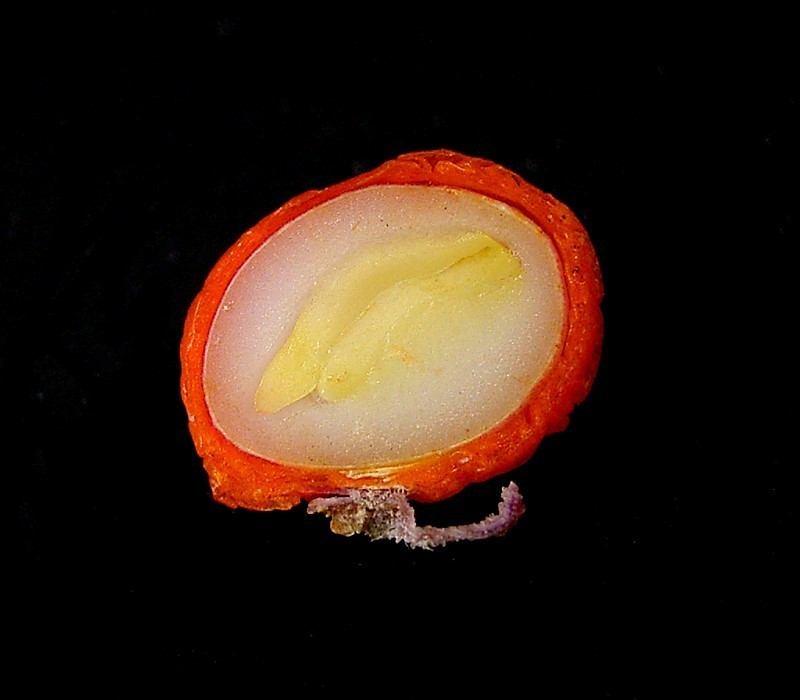
Schnitt durch einen Samen mit Arillus und Embryo
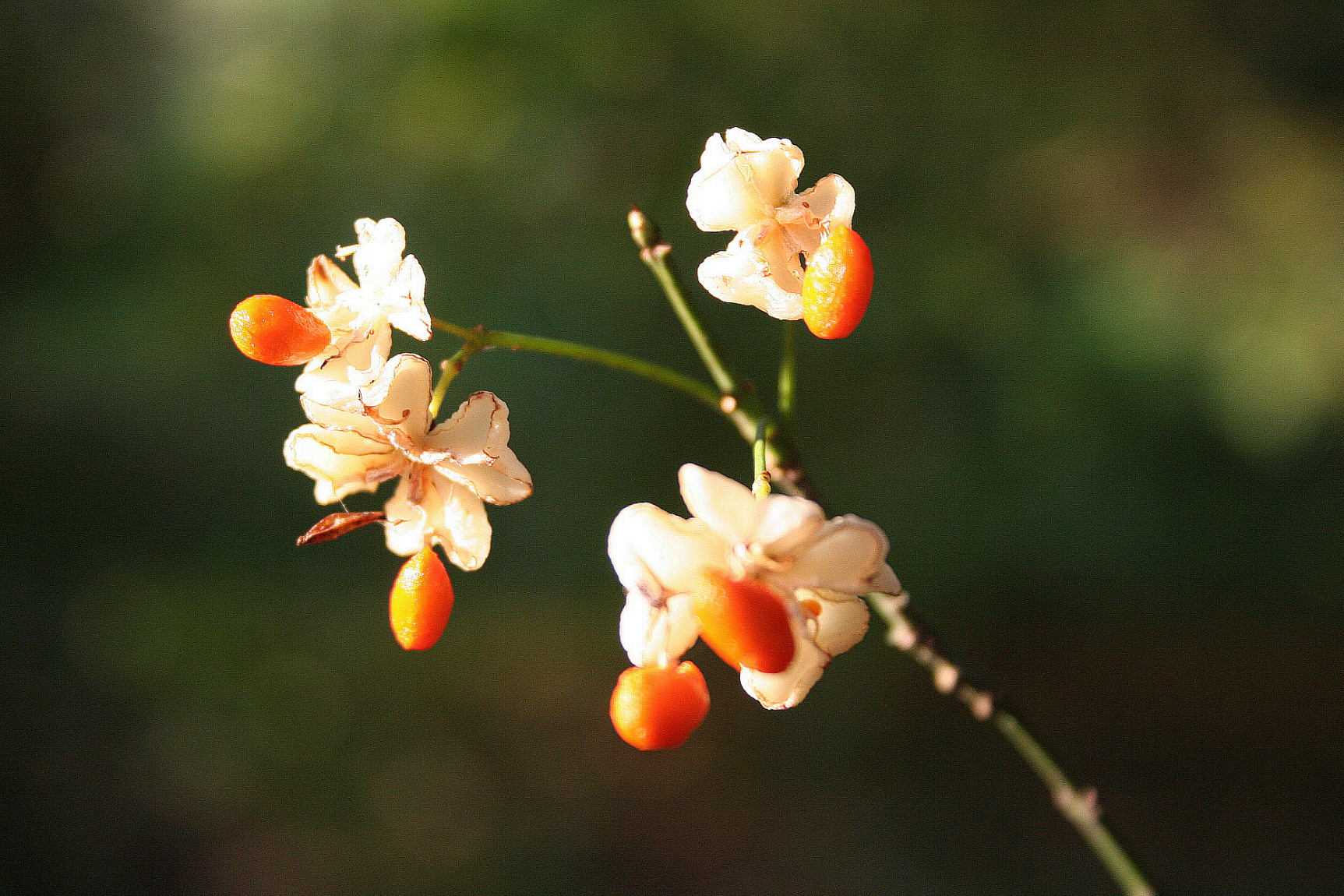
Weiße Früchte bei der Form Euonymus europaeus f. albus
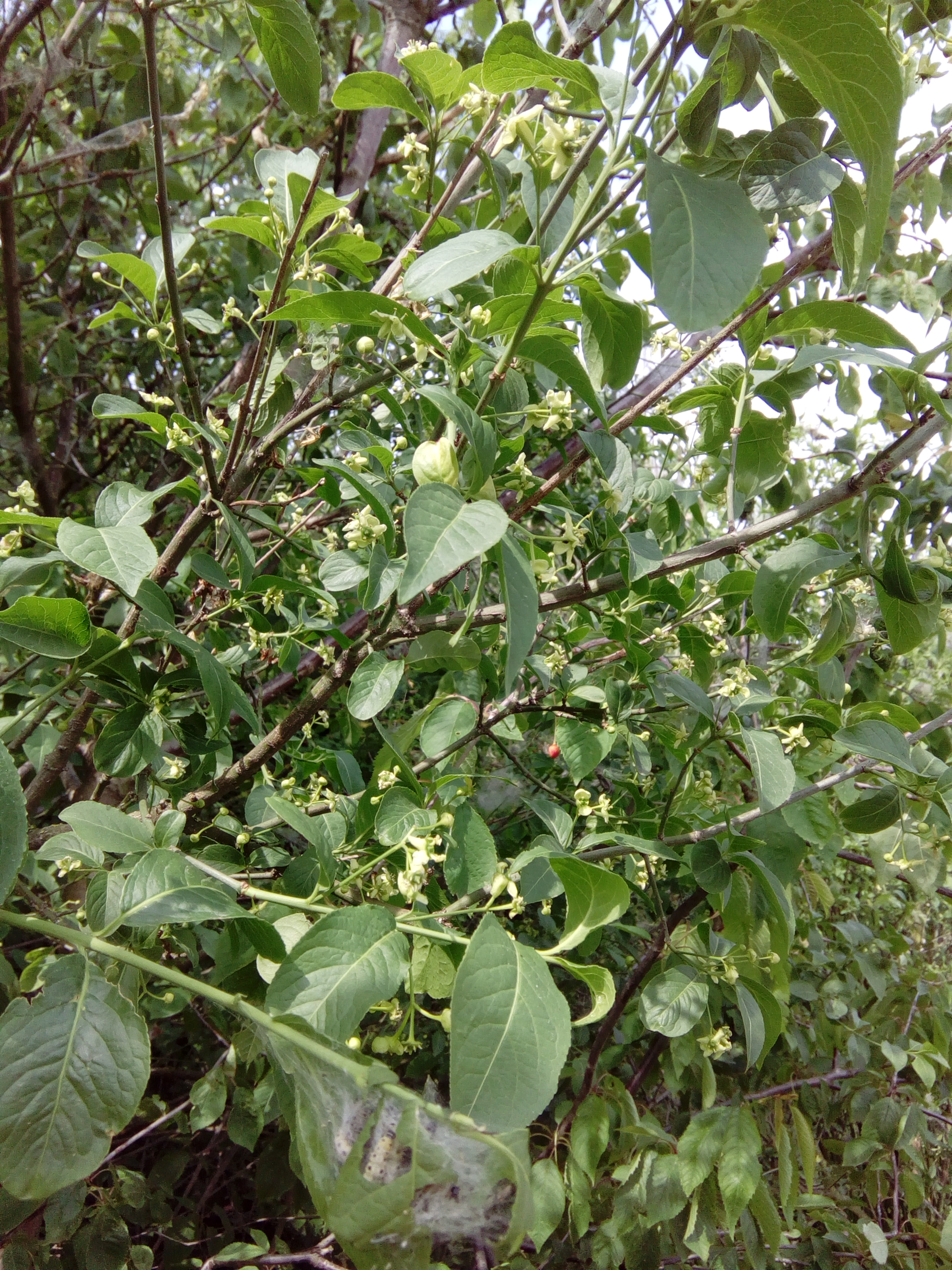
Das Laub mit Raupen der Pfaffenhütchen-Gespinstmotte
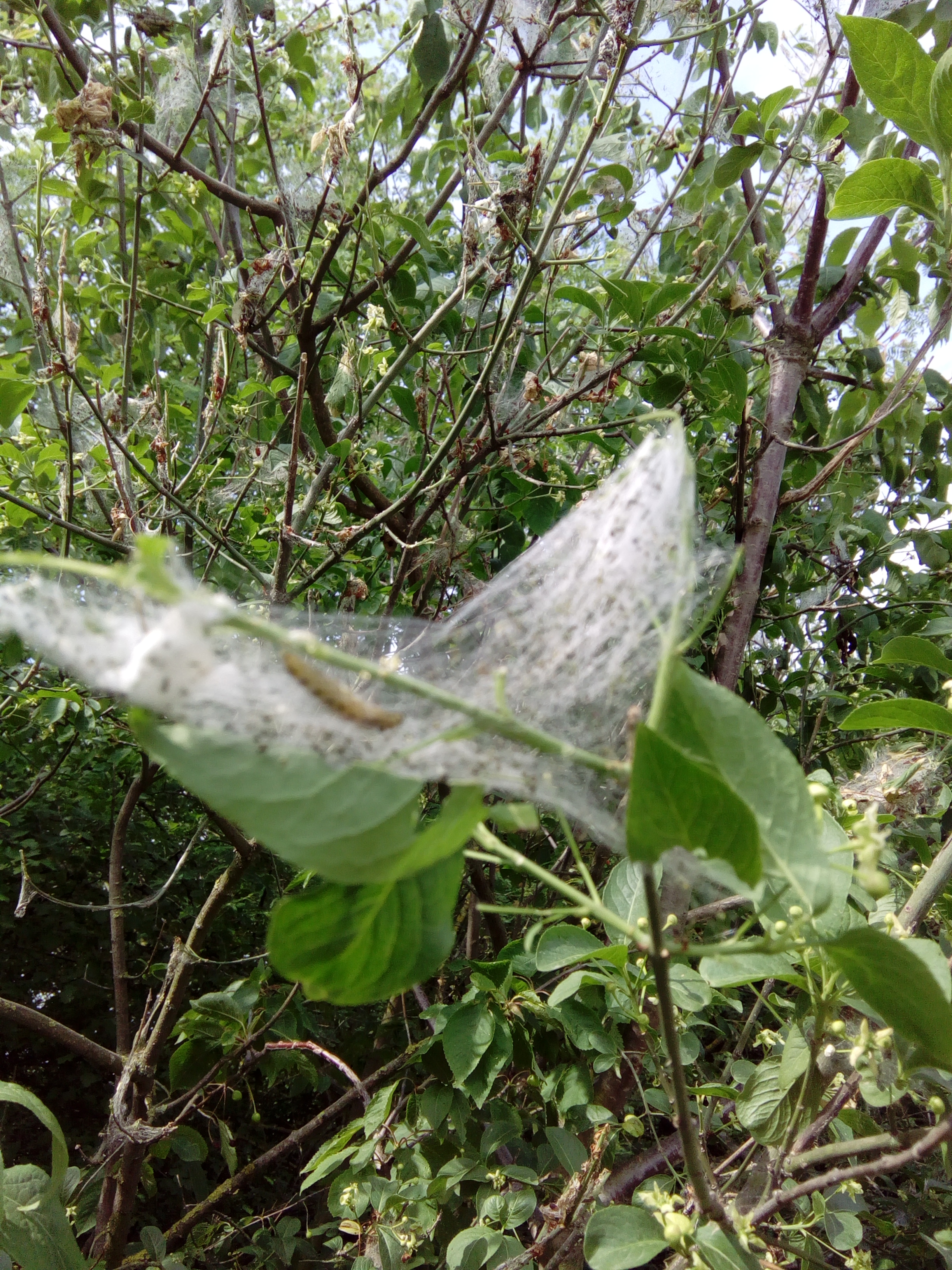
Pfaffenhütchenstrauch mit vielen Gespinsten und Raupen
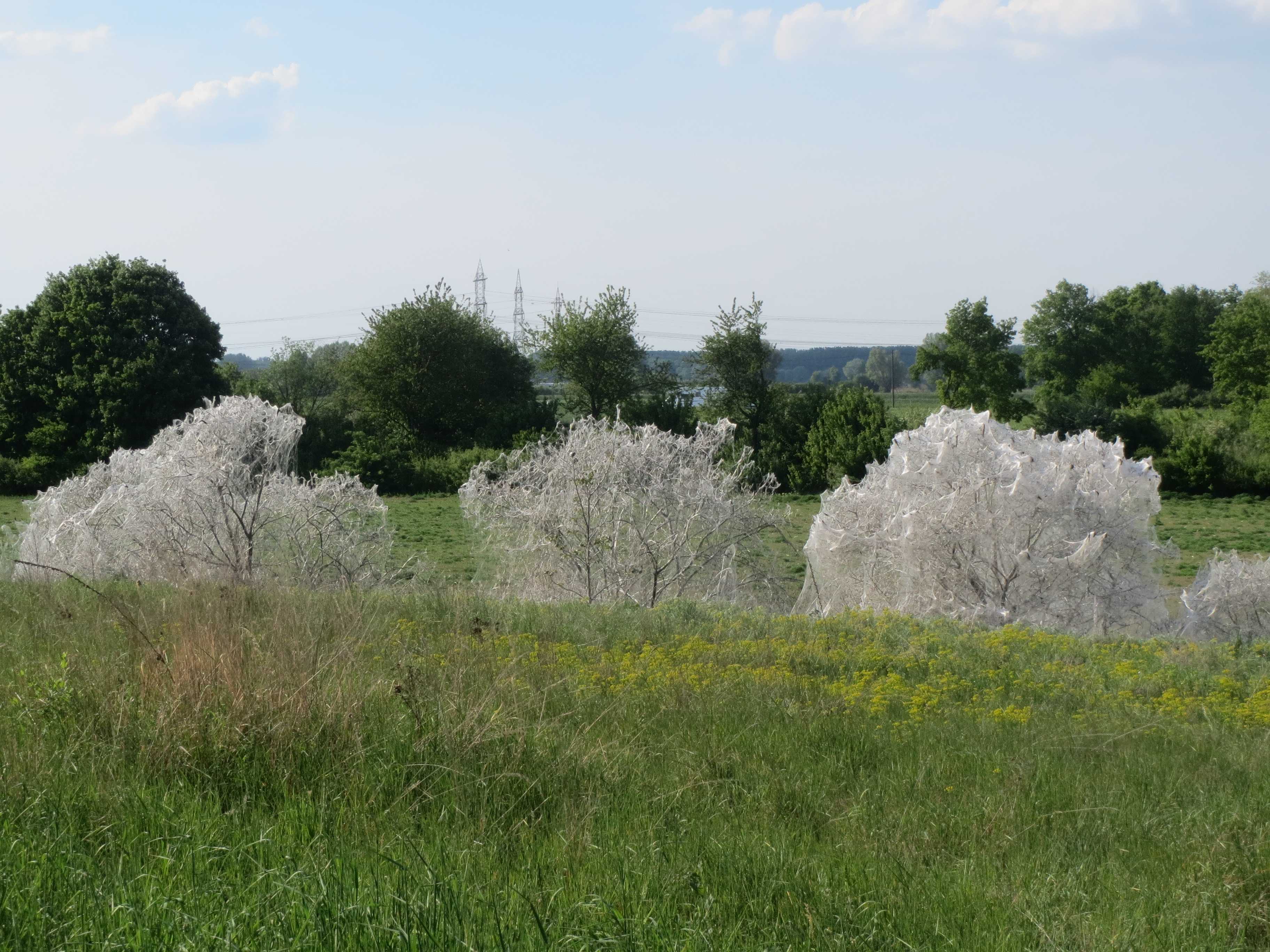
Starker Befall durch die Gespinstmotte

## Geschichte

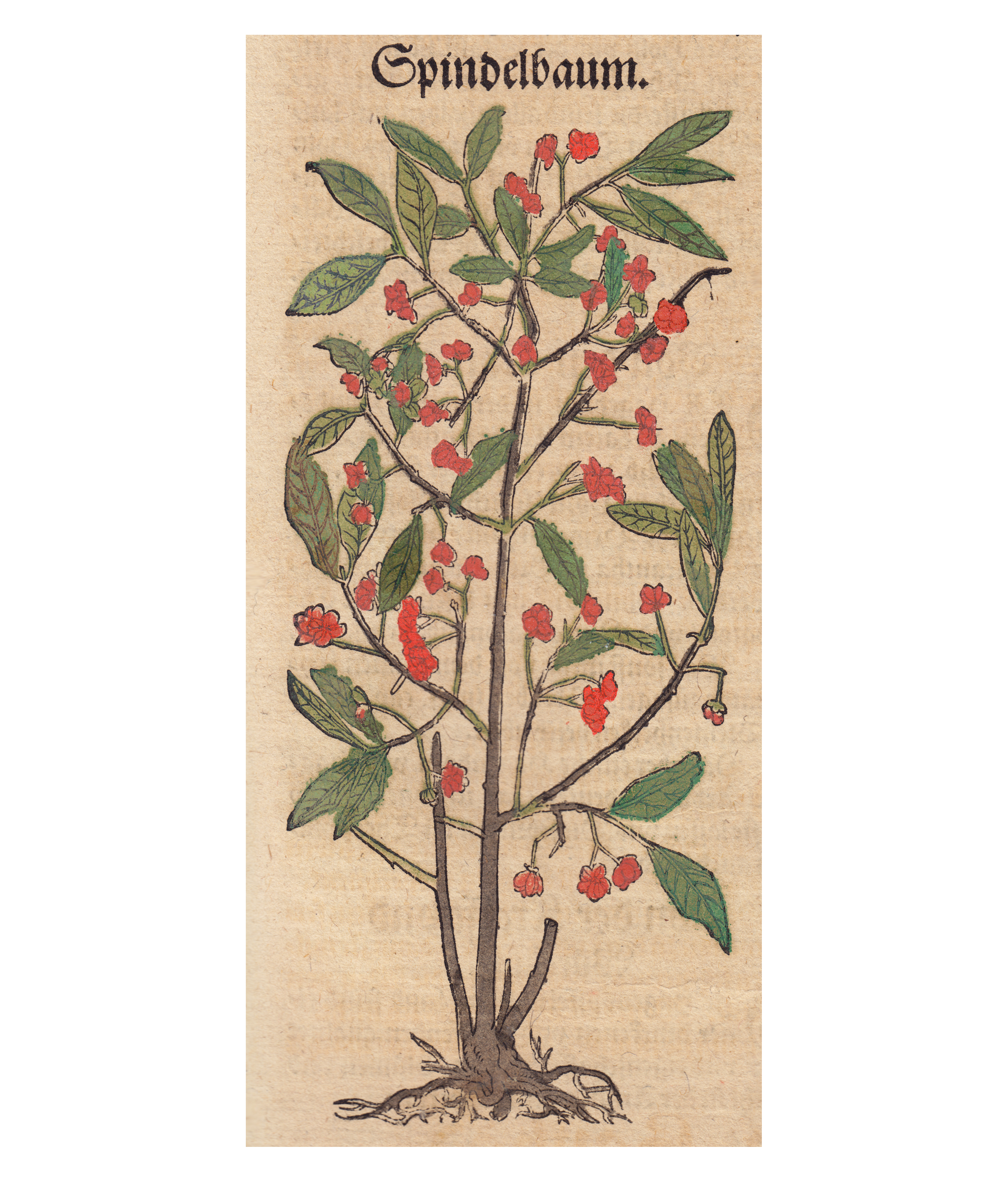
«Spindelbaum» «Hanhödlin» – Euonymus europaeus. Hieronymus Bock 1546

Der «Spynelbaum» wird erstmals im 12. Jahrhundert erwähnt. In der Hildegard von Bingen zugeschriebenen „Physica“ wurde empfohlen, die Asche, die aus dem direkt unter der Rinde des Baumes liegenden Holz gebrannt wurde, in Wein gegen Wassersucht zu trinken. Der Wein, in dem die Früchte gekocht wurden, sollte gegen Milz- und Magenbeschwerden helfen. Im 16. Jahrhundert wurde im „Büchlein von den ausgebrannten Wässern“ empfohlen, das aus «Spindelbom», auch «Pfäfferhödel» genannt, destillierte Wasser bei Entzündungen der Niere und der Harnblase in einem Vollbad zu trinken. Dadurch würden die Hitze und die Geschwulst mit dem Urin ausgetrieben. Welcher Teil zur Herstellung des Destillats verwendet werden sollte, wurde nicht angegeben. In seinem „Kleinen Destillierbuch“ aus dem Jahre 1500 übernahm Hieronymus Brunschwig die Indikationsangaben aus dem „Büchlein von den ausgebrannten Wässern“ in das Kapitel über »Spindel boum« »Hanhödel«. Zum verwendeten Teil ergänzte er: „…Das beſte teil vnd zit ſiner diſtillierung iſt die bletter vnd frůcht vnder eynander gebrant ſo die frůcht zitig vnd rot iſt. …“ Von den Vätern der Botanik erwähnte nur Hieronymus Bock den »Spindelbaum« - »Hanhödlin«, den er genau beschrieb. Zur Wirkung, insbesondere der Blätter und Früchte, wollte er sich jedoch nicht äußern. Das lässt vermuten, dass ihm die Giftwirkung der Pflanze bekannt war.

## Wirkstoffe
Alle Pflanzenteile des gewöhnlichen Spindelstrauches sind giftig. Vor allem in den Samen befinden sich Steroidglykoside (Cardenolide), zum Beispiel Evontin, außerdem die Alkaloide Evomonosid, Koffein und Theobromin. Die Rinde enthält Bitterstoffe, Gerbstoffe und Phlobaphene, die Blätter auch Triterpene.
Der Verzehr von Samen führt zu Bauchschmerzen, Übelkeit, Erbrechen und Durchfall. Dabei kann es zu einer starken Reizung des Magen-Darm-Traktes kommen. Die Glykoside wirken außerdem auf die Herzmuskulatur. Auch Nierenschädigungen, Kreislaufkollaps, Benommenheit und Leberschwellungen gehören zu den Symptomen, die bei dem Verzehr der Früchte auftreten. Vergiftungen treten vor allem bei Kindern auf, die sich von den attraktiv aussehenden Früchten verführen lassen. Dabei kann es zu Leber- und Nierenschäden, je nach Schweregrad auch zum Tod kommen. In der Literatur finden sich unterschiedliche Angaben darüber, welche Dosis bereits tödlich wirkt. Alle Krankheitszeichen können noch 18 Stunden nach dem Verzehr der giftigen Pflanzenteile auftreten. Zu den Erste-Hilfe-Maßnahmen gehören das Auslösen von Erbrechen sowie das Verabreichen von Aktivkohle. Weitere Maßnahmen sind Magenspülungen, das Verabreichen von Mucilaginosa, um die Reizung des Magen-Darm-Traktes zu mindern, und Gabe von Barbituraten und Benzodiazepinen, um den Krämpfen entgegenzuwirken.
Die Inhaltsstoffe des Spindelstrauchs sind auch für Insekten giftig. Früher wurden Abkochungen und andere Aufbereitungen der Droge als Mittel gegen Ungeziefer und Krätzemilben eingesetzt. Auch das Öl der Samen diente früher zur Ungezieferbekämpfung. Die Pflanze wird aufgrund ihrer Toxizität heute kaum mehr eingesetzt. Für die insektiziden Eigenschaften der Pflanze dürfte das Alkaloid Evonin verantwortlich sein.

## Verwendung
Das Pfaffenhütchen ist ein wertvolles Flurgehölz für Erosionsschutz, Ufer- und Böschungssanierung. Das harte, feinfaserige Holz wird in der Drechslerei und zur Zeichenkohlegewinnung verwendet. Auch für die Herstellung von Putzholz für den Uhrmacher wird es verwendet. Auf Grund seiner schönen Herbstfärbung, der roten Früchte und der ungewöhnlichen, kantigen Form der Äste wird das Pfaffenhütchen häufig als Ziergehölz in Gärten und Parks gepflanzt.
Der Name „Spindelstrauch“ kommt daher, dass das Holz früher auch für Handspindeln verwendet wurde.